# Arena Carioca 2

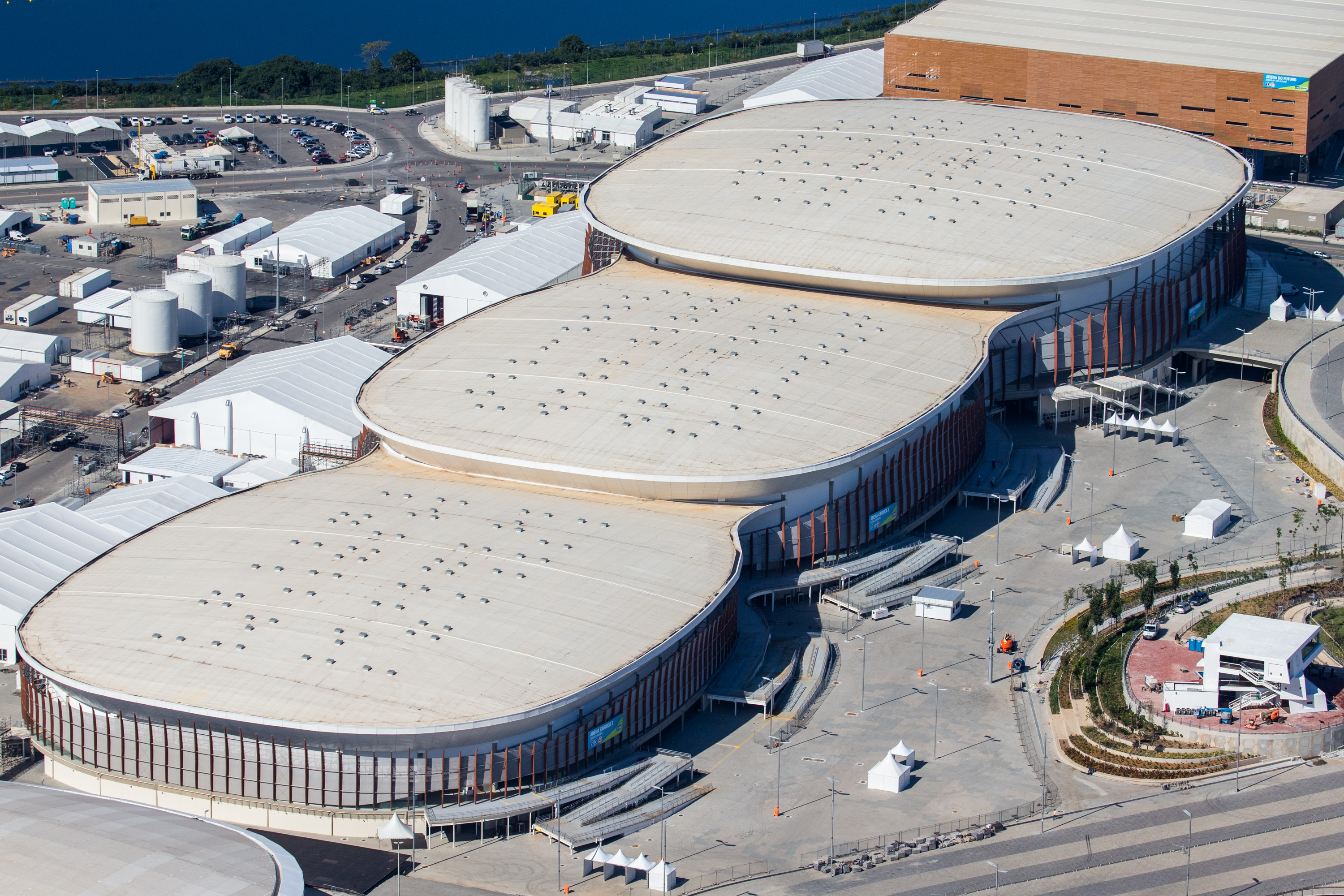
Arenas Cariocas 3, 2 e 1

Arena Carioca 2 é um estádio coberto localizado no Parque Olímpico na Barra Olímpica, na zona oeste do município do Rio de Janeiro, Brasil. O local será a sede judô e wrestling nos Jogos Olímpicos de Verão de 2016, bem como boccia nos Jogos Paraolímpicos de Verão de 2016. Tal como acontece com uma série de outros locais no Parque Olímpico Barra, a Arena será transformada após os jogos para se tornar parte do Centro Olímpico de Treinamento.
O estádio foi palco das disputas do Campeonato Sul-Americano de Luta Olímpica de 2017.